# Sh2-7
Sh2-7 est une nébuleuse en émission visible dans la constellation du Scorpion.
On la trouve dans le secteur nord-ouest de la constellation, associée au groupe d'étoiles brillantes qui composent la "tête" du Scorpion. Son observation est rendue difficile à la fois par la faible luminosité du nuage et, au contraire, par la grande luminosité de son étoile excitatrice, δ Scorpii. Bien qu'étant dans l'hémisphère céleste sud, sa déclinaison n'est pas fortement méridionale, à tel point qu'elle peut être observée sans difficulté même depuis toutes les régions boréales situées dans la ceinture tempérée. La période la plus propice à son observation dans le ciel du soir se situe entre mai et septembre.
Le nuage a un aspect inhomogène et encadre δ Scorpii, dont le rayonnement est la principale source de son ionisation. Celle-ci et les étoiles environnantes font partie de l'association Scorpion-Centaure (Sco OB2), une brillante association OB. Sh2-7 et les nuages environnants constituent les vestiges du nuage moléculaire géant à l'origine des étoiles du groupe il y a environ 5 Ma. L'explosion d'une supernova, qui s'est produite il y a environ 1,5 Ma, a contribué à la dispersion du nuage d'origine, qui s'est désintégré en laissant les résidus observables autour de ces étoiles. La distance de Sh2-7, cohérente avec la moyenne de l'association Sco OB2, est estimée à environ 200 pc (∼652 al).